# 德克斯 (科羅拉多州)
德克斯（英語：Deckers）是位於美國科羅拉多州道格拉斯縣的一個非建制地區。該地的面積和人口皆未知。

## 地理
德克斯的座標為39°15′19″N 105°13′38″W / 39.25528°N 105.22722°W，而該地的平均海拔高度為1950米（即6400英尺）。